# Malattia di Di Guglielmo
La malattia di Di Guglielmo o eritremia acuta è una malattia ematologica (del sangue) che rientra nel gruppo delle eritremie o mielosi eritremiche.
Le eritremie sono rare malattie caratterizzate da un'abnorme proliferazione di eritroblasti (precursori dei globuli rossi) nel midollo osseo; in pratica, l'equivalente di quello che rappresentano le leucemie per la serie bianca.
L'ematologo Giovanni Di Guglielmo individuò l'autonomia delle eritremie pure (in cui esiste un interessamento esclusivo degli eritroblasti) nei confronti delle eritroleucemie (nella quale sono interessati invece anche blasti della linea bianca) e delle leucemie in generale.
Nell'ambito delle eritremie pure esistono due forme:
- una acuta o malattia di Di Guglielmo, in omaggio all'ematologo Di Guglielmo che ne descrisse per primo le caratteristiche cliniche e anatomo-patologiche;
- una forma cronica.

## Malattia di Di Guglielmo o eritremia acuta
Malattia molto rara che colpisce preferenzialmente giovani e bambini. Si manifesta con la comparsa di:
- astenia
- febbre
- malessere generale
- pallore intenso
- epatosplenomegalia (ingrossamento del fegato e della milza).

Nel sangue si verifica una marcata riduzione dei globuli rossi e dell'emoglobina (anemia) associata a un abnorme aumento di eritroblasti circolanti.
Attualmente con il termine di malattia di Di Guglielmo viene indicata anche l'eritroleucemia che è classificata come sottotipo della leucemia mieloide acuta (M6), ossia di quel tipo di leucemia che coinvolge la cellula staminale mieloide, cellula progenitrice da cui originano globuli rossi, piastrine e alcuni tipi di globuli bianchi.

### Prognosi
La prognosi della eritremia acuta è più favorevole rispetto a quella della eritroleucemia.

### Terapia
- Chemioterapia
- Radioterapia
- Trapianto del midollo